# Mühlhausen
Mühlhausen steht für „Mühle“ und „Haus“ und bezeichnet „feste Gebäude bei/mit einer Mühle“, meist am Gewässer oder mit einem Mühlkanal. Sprachlich lassen sich die Ortsnamen meist ins Hochmittelalter datieren.

## Ortsnamen in Deutschland

### Städte und Gemeinden
- Mühlhausen/Thüringen, Kreisstadt des Unstrut-Hainich-Kreises
- Mühlhausen (Kraichgau), Gemeinde im Rhein-Neckar-Kreis
- Mühlhausen im Täle, Gemeinde im Landkreis Göppingen
- Mühlhausen (Mittelfranken), Markt im Landkreis Erlangen-Höchstadt
- Mühlhausen (Oberpfalz), Gemeinde im Landkreis Neumarkt in der Oberpfalz

### Orts- und Gemeindeteile in Baden-Württemberg
- Mühlhausen (Eberhardzell), Ortsteil der Gemeinde Eberhardzell im Landkreis Biberach
- Mühlhausen (Herdwangen-Schönach), Ortsteil der Gemeinde Herdwangen-Schönach im Landkreis Sigmaringen
- Mühlhausen (Oberstadion), Weiler im Ortsteil Mundeldingen der Gemeinde Oberstadion, Alb-Donau-Kreis
- Mühlhausen (Stuttgart), Stadtteil von Stuttgart
- Mühlhausen (Kraichgau), im Rhein-Neckar-Kreis
- Mühlhausen an der Enz, Stadtteil von Mühlacker im Enzkreis
- Mühlhausen an der Würm, Ortsteil der Gemeinde Tiefenbronn im Enzkreis
- Mühlhausen bei Schwenningen, Stadtteil von Villingen-Schwenningen im Schwarzwald-Baar-Kreis
- Mühlhausen im Hegau, Ortsteil der Gemeinde Mühlhausen-Ehingen im Landkreis Konstanz
- Mühlhausen im Täle, Gemeinde im Landkreis Göppingen

### Orts- und Gemeindeteile in Bayern
- Mühlhausen (Affing), Ortsteil der Gemeinde Affing im Landkreis Aichach-Friedberg
- Mühlhausen (Estenfeld), Ortsteil der Gemeinde Estenfeld im Landkreis Würzburg
- Mühlhausen (Ingolstadt), Stadtteil von Ingolstadt
- Mühlhausen (Kastl), Ortsteil des Marktes Kastl im Landkreis Amberg-Sulzbach
- Mühlhausen (Mengkofen), Ortsteil der Gemeinde Mengkofen im Landkreis Dingolfing-Landau
- Mühlhausen (Neustadt), Stadtteil von Neustadt an der Donau im Landkreis Kelheim
- Mühlhausen (Nußdorf am Inn), Ortsteil der Gemeinde Nußdorf am Inn im Landkreis Rosenheim
- Mühlhausen (Wüstung), Wüstung südlich der Stadt Schwarzenbach an der Saale im Landkreis Hof
- Mühlhausen (Tacherting), Ortsteil der Gemeinde Tacherting im Landkreis Traunstein
- Mühlhausen (Werneck), Ortsteil der Gemeinde Werneck im Landkreis Schweinfurt

### Orts- und Gemeindeteile in Hessen
- Mühlhausen (Breuberg), Ortsteil der Gemeinde Breuberg im Odenwaldkreis
- Mühlhausen (Homberg), Stadtteil von Homberg (Efze) im Schwalm-Eder-Kreis
- Mühlhausen (Twistetal), Ortsteil der Gemeinde Twistetal im Landkreis Waldeck-Frankenberg

### Orts- und Gemeindeteile in Nordrhein-Westfalen
- Mühlhausen (Unna), Stadtteil der Kreisstadt Unna
- Mühlhausen (Wiehl), Stadtteil von Wiehl im Oberbergischen Kreis

### Orts- und Gemeindeteile in Sachsen
- Mühlhausen (Bad Elster), Stadtteil von Bad Elster im Vogtlandkreis

## Ortsnamen außerhalb Deutschlands
- Mülhausen (französisch Mulhouse), Stadt im Elsass, Frankreich
- Mulhausen (Mühlhausen), Ort im Unterelsass, Frankreich
- Mühlhausen in Ostpreußen im Kreis Preußisch Holland, heute Młynary, Polen
- Schloss Mühlhausen, ehemaliges Schloss bei Gleisdorf, Österreich
- Mühlhausen, Kreis Preußisch Eylau, heute Gwardeiskoje (Kaliningrad), Russland
- Mühlhausen an der Moldau, heute Nelahozeves, Tschechische Republik
- Mühlhausen in Südböhmen, heute Milevsko, Tschechische Republik